# Erik Charpentier
Carl Erik Charpentier (Sölvesborg, 17 agosto 1897 – Lund, 17 febbraio 1978) è stato un ginnasta e altista svedese.

## Palmarès

### Olimpiadi
- 1 medaglia:
  - 1 oro (Anversa 1920 nel concorso svedese a squadre)